# Раїч (Б'єловар)
45°53′ пн. ш. 16°43′ сх. д. / 45.89° пн. ш. 16.71° сх. д.
Раїч (хорв. Rajić) — населений пункт у Хорватії, в Б'єловарсько-Білогорській жупанії у складі міста Б'єловар.

## Населення
Населення за даними перепису 2011 року становило 214 осіб.
Динаміка чисельності населення поселення: